# Кузеев, Искандер Рустемович
Исканде́р Русте́мович Кузе́ев (род. 1950) — советский и российский инженер-механик, профессор (1990), доктор технических наук (1988), заслуженный деятель науки РБ (1999), заслуженный деятель науки РФ (2009), лауреат премии им. И. М. Губкина , заведующий кафедрой «Технологические машины и оборудование» с 1989 (до 2009 года кафедра называлась «Машины и аппараты химических производств») Уфимского государственного нефтяного технического университета (УГНТУ) (до 2014 года).

## Биография
Родился 14 марта 1950 года в городе Уфе.
В 1967 году окончил школу № 91 города Уфы. В 1972 году окончил Уфимский нефтяной институт по специальности «Машины и аппараты химических производств» и получил квалификацию «инженер-механик». В 1977 году окончил аспирантуру Уфимского нефтяного института. В 1987 году защитил диссертацию на соискание ученой степени доктора технических наук по специальностям 05.17.07 «Химическая технология топлива и газа»; 05.04.09 Машины и агрегаты нефтеперерабатывающих и химических производств на тему «Совершенствование технологии и повышение долговечности реакционных аппаратов термодеструктивных процессов переработки углеводородного сырья».
Вице-президент отделения АТН РФ в РБ (1994), заместитель академика-секретаря отделения технических наук АН РБ (1995).
Член экспертного совета ВАК по проблемам нефти и газа Министерства образования и науки РФ.
Член диссертационного совета Д212.289.05 при УГНТУ, г. Уфа.
Член диссертационного совета Д002.080.03 при ИПСМ РАН.
Член редколлегии журналов Известия ВУЗов «Нефть и газ», «Научного журнала Российского газового общества». Главный редактор междисциплинарного сборника научных трудов «Мировое сообщество: проблемы и пути решения».
Эксперт высшей категории в области промышленной безопасности.
Кузеев И. Р. является директором по науке ООО НИПИ «ПЕГАЗ».

## Научная деятельность
Кузеевым И. Р. создана научная школа: «Повышение качества и обеспечение безопасности эксплуатации оборудования нефтегазовых технологий».
Кузеевым И. Р. подготовлено: 13 докторов наук, 85 кандидатов наук.
Опубликовано: 709 статей, патентов, монографий, учебных пособий, тезисов докладов на конференциях . Впервые в мировой практике коллектив под руководством Кузеева И. Р. доказал существование углерода в форме фуллеренов в сталях и чугунах.
Впервые показана возможность образования квазикристаллических структур в аморфных веществах типа каменноугольного и нефтяного пеков по механизму ступенчатого структурирования парамагнитных соединений.
Кузеев И. Р. внес предложение о фрактальном подходе к описанию иерархически связанных структур, возникающих при термолизе тяжелых нефтепродуктов с целью получения кокса, пеков и битумов. Раскрыл механизм накопления повреждений в конструкциях тяжелонагруженных аппаратов нефтепереработки, разработал методику расчета долговечности оболочковых конструкций, находящихся под действием циклических термо-силовых нагрузок. Под его руководством организован один из ведущих центров технической диагностики нефтезаводского оборудования. Результаты исследований используются в АК «Башнефтехим», АО «Лукойл», «Пермьнефтеоргсинтез», Волгоградском НПЗ. Имеет более 10 авторских свидетельств на изобретения. Автор 160 печатных работ.

### Научные работы
- Kuzeev I.R., Sharafiev R.G., Abyzgildin Yu.M., Kretinin M.V. Cristallization of petroleum carbon on metal surface.- Khimiya I Technologiya Topliv I masel, № 1,pp.27-28,1984.
- Кузеев И. Р. «Совершенствование технологии и повышение долговечности реакционных аппаратов термодеструктивных процессов переработки углеводородного сырья» .- Диссертация на соискание ученой степени доктора технических наук. — Уфа, 1987.
- Кузеев И. Р., Абызгильдин Ю. М. Спирали пеков.- Наука и жизнь, 1989, № 5, с. 151.
- Кузеев И. Р., Самигуллин Г. Х., Куликов Д. В., Закирничная М. М., Мекалова Н. В. Сложные системы в природе и технике. — Уфа: Изд-во УГНТУ, 1997. — 227с.
- Кузеев И. Р., Закирничная М. М. Идентификация фуллеренов, выделенных из структуры углеродистых сплавов на основе железа[4].- Х1V Уральская школа металловедов — термистов «Фундаментальные проблемы физического металловедения перспективных материалов».- Ижевск: Изд-во УРО РАН, 1998, с.206.
- Иванова В. С., Козицкий Д. В., Кузеев И. Р., Закирничная М. М. О самоподобии фуллеренов, образующихся в структурах продуктов термического испарения графита, шунгита и высокоуглеродистой стали. — Перспективные материалы, 1998, № 1, с. 5-15.
- Иванова В. С., Козицкий Д. В., Кузеев И. Р., Закирничная М. М. Фуллерены в чугуне.- Материаловедение, , 1998, № 2, с. 5-4.
- Кузеев И. Р., Закирничная М. М., Годовский Д. А. Образование фуллеренов в структуре чугунов при первичной кристаллизации и доменном процессе. — Тезисы докладов первого междисциплинарного семинара «Фракталы и прикладная синергетика». — М., 1999, с. 187—189.
- Кузеев И. Р., Закирничная М. М., Ткаченко О. И. Распределение фуллеренов по зонам сварного соединения. — Сварочное производство, 1999, № 11, с. 23-24.
- Кузеев И. Р. Закирничная М. М., Самигуллин Г. Х., Мекалова Н. В. Фуллеренная модель высокоуглеродистых сплавов на основе железа. — Изв. РАН, «Металлы», 1999, № 1, с. 74-77.
- Zakirnichnaya M.M., Kuzeev I.R., Godovski D.A., Tkachenko O.I. Stady of Fullerens in Iron-Carbon Alloys — 4-th Bennial International Workshop in Russia « Fullerens and atomic clasters» St.Petersburg, Russia, 1999, p. 208.
- Кузеев И. Р., Закирничная М. М., Ткаченко О. И., Годовский Д. А. Условия образования фуллеренов в углеродистых сплавах на основе железа. — Башкирский химический журнал, 2000, т.7, № 5, с. 94-96.
- Закирничная М. М., Кузеев И. Р. Корнилов В. М., Лачинов А. Н. Миграция и образование фуллереновых структур на различных стадиях получения железо-углеродистых сплавов. — Геология. 2001, № 6, с. 39-49.
- Кузеев И. Р., Закирничная М. М., Ткаченко О. И. Образование фуллеренов в процессе диффузии углерода в структуру стали. — Изв. ВУЗов «Нефть и газ», 2001,№ 2, с. 112—119.

## Семья
- Отец, советский и российский историк, профессор — Кузеев, Рустем Гумерович;
- Дядя, советский и российский историк и этнограф — Кузеев, Раиль Гумерович.